# Mi nombre es…
Mi nombre es… es un programa de concurso chileno producido por Canal 13, entre 2011 y 2014, y por TVN a partir de 2024. El programa comenzó en marzo de 2011 y terminó en octubre de 2014 por las pantallas de Canal 13, retomando su emisión en el año 2024 por TVN. La premisa trataba de un concurso de talentos para niños y adultos. El programa estaba basado en la imitación a cantantes. Es la versión local del popular formato europeo de My Name Is…, que tiene sus propias versiones en países como Bélgica o Países Bajos.
Este formato ya había sido adaptado por Mega entre los años 2011 y 2012, bajo el nombre de Yo soy, posteriormente volviendo con el mismo nombre a Chilevisión en 2019.
Este consta de tres jueces especializados en el tema: el mánager y exjurado de Latin American Idol, Gustavo Sánchez, los cantantes José Alfredo Fuentes y Nicole, y el locutor de radio y conductor de televisión Leo Caprile. Su presentador fue Sergio Lagos, el cual fue acompañado por Maura Rivera, Andrea Dellacasa, Gianella Marengo y Daniela Castillo desde el backstage.
La primera temporada comenzó el 6 de marzo de 2011 y su final fue el 23 de mayo de 2011. Marcelo Bahamondes, imitando a Camilo Sesto, resultó el ganador de la categoría de adultos. Por otro lado, el ganador de la categoría Sub-17 fue Joshua Arriagada imitando a Jesús Navarro de Reik. 
La segunda temporada comenzó el 6 de octubre de 2011 y finalizó el 29 de diciembre de 2011. Javier Díaz, imitador del vocalista de Pearl Jam, Eddie Vedder, regresó al programa, tras perder en la primera temporada, ganando la categoría adultos. En la categoría Sub-17, el ganador fue Felipe Muñoz, imitador del estadounidense Ray Charles.
Este programa fue nominado en la categoría de Programa Estelar en los premios Copihue de Oro en diciembre del 2011, siendo superado por el programa Fruto Prohibido.
En el primer semestre de 2024 se confirmó su regreso por las pantallas de TVN, bajo la conducción de Jean Philippe Cretton.

## Formato
El sábado 9 de enero de 2010, comenzó My Name Is Michael, un programa de televisión belga-neerlandés que buscaba imitadores de Michael Jackson, tanto jóvenes como adultos. Su jurado era compuesto por Albert Verlinde, un presentador holandés, el cantante holandés Berget Lewis, el juez, coreógrafo y bailarín estadounidense Dan Karaty y Ronny Mosuse, un cantante, músico y compositor flamenco, y este evaluaba la calidad de la imitación de los participantes. El programa era animado por el actor y cantante flamenco, Koen Wauters y la actriz neerlandesa, Nicolette Van Dam. La final se transmitió el sábado 6 de febrero de 2010 y el ganador fue Christophe Lequesne.
Tras el éxito de My Name Is Michael, el 28 de agosto de 2010, se estrena en Bélgica y Países Bajos, la primera temporada de My Name Is, un concurso de talentos basado en la imitación a cantantes. El programa está dividido en dos categorías: adultos y niños. La primera temporada finalizó el 25 de septiembre de 2010 y las ganadoras fueron Merante, imitando a Amy Winehouse en la categoría adultos y Lana, imitando a Lady Gaga en la categoría niños. Inmediatamente al finalizar la primera temporada, comenzó la inscripción para la segunda temporada que comenzó el 20 de agosto de 2011 y finalizó el 17 de septiembre del mismo año. 
A comienzos de 2011, Canal 13 compra el programa, convirtiéndose en Mi Nombre Es....

## Equipo
Conductores

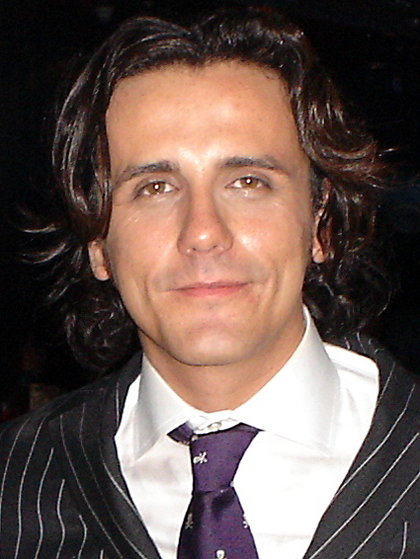
Sergio Lagos, conductor principal del programa.

- Sergio Lagos: (1.era a 5.ta temporada) Periodista, animador de programas de televisión, locutor de radio y músico chileno. Conductor principal.
- Jean Philippe Cretton: (6.ta temporada) Periodista, presentador de televisión y músico chileno. Conductor principal.
- Maura Rivera: (1.era temporada). Bailarina y presentadora de televisión chilena. Animadora de backstage. Sin embargo, deja el programa por encontrarse en Rusia y Andrea Dellacasa asume su labor.[7]
- Andrea Dellacasa: (1.era, 2.da y 3.era temporada). Modelo y actriz argentina. Animadora de backstage.
- Gianella Marengo: (4.ta temporada) Modelo, presentadora de televisión y actriz chilena. Animadora de backstage.
- Daniela Castillo: (5.ta temporada) Cantante, actriz y presentadora de televisión chilena. Animadora de backstage.
- Carla Jara: (6.ta temporada) Actriz y presentadora de televisión chilena. Animadora de backstage.

Jurado
- José Alfredo Fuentes (Pollo Fuentes): Cantante, músico, actor, locutor de radio, animador y presentador de televisión chileno.
- Denisse Lillian Laval Soza (Nicole): Cantante de pop-rock chilena, actriz y animadora. Esposa de Sergio Lagos.[8]
- Gustavo Sánchez: Empresario, crítico de música, compositor y productor discográfico, director y productor de videos, campañas comerciales, programas de televisión y eventos en vivo. Puertorriqueño de origen español. Fue jurado de Latin American Idol, El circo de estrellas y mánager de Chayanne. En 1989, obtuvo el premio al Mánager del año por la revista Billboard, siendo el único hispano en conquistar dicho galardón hasta el día de hoy. Además fue el primer latino en recibir un premio de la cadena MTV, por mejor director y productor de “Este Ritmo se Baila así”, en 1988.[9] Murió el 31 de octubre de 2012 en su departamento en Miami por causas desconocidas mientras se encontraba cuidando a su madre enferma, adportas de una nueva temporada del programa y de otros proyectos en los que se estaba desempeñando en Canal 13.[10]
- Leo Caprile: Locutor radial y conductor de TV. Ex rostro de CHV durante 12 años. Tras su salida de la estación, se dedica al proyecto matinal de Radio Corazón. Su vuelta a la TV se produce en reemplazo del fallecido Gustavo Sánchez. Fue conductor del programa ¿Cuánto vale el show?, posterior a Alejandro Chávez y Luis Jara.

Asesores
- Álvaro Véliz: Voz: Cantante, compositor y músico chileno.
- Claudia Miranda: Baile y Presentación: Coreógrafa e intérprete.
- Carla Gasic: Caracterización: Make-Up artist.

## Desarrollo

### Casting
La producción del programa realiza una preselección de los inscritos. Estos preseleccionados son contactados en forma telefónica para hacerles preguntas, se les solicitan sus datos personales, siendo citados a un casting en Canal 13.
En el casting son sometidos a una entrevista personal y una prueba de canto; el equipo de producción, después de revisar la presentación, decide si avanza a la próxima etapa, en la cual deben completar una ficha con sus datos personales, para que la Producción del Programa evalúe y conozca su historia personal.
Luego se evalúa la entrevista, las fichas y las pruebas de canto, con la cual se presenta cada uno. Sobre la base de esta información, la producción determina cuál de ellos se ha ganado la opción de participar en el programa y ser parte de la primera etapa del concurso llamada audición.

### Audición
En la primera etapa del concurso, los participantes se presentan frente a un jurado, frente al cual deberán realizar su presentación en 1 minuto y 30 segundos. Junto con esto, deberán responder las preguntas que el jurado requiera para saber más sobre el participante. También el jurado podrá exigirles que interpreten otra canción. El mismo jurado les dirá directamente si siguen en competencia o no.

### Reunión del jurado
Al terminar las presentaciones de cada audición, el jurado se reúne, brevemente, para decidir quienes son los cuatro adultos y los dos niños seleccionados para participar en la siguiente etapa de la competencia, la final del día.

### Visitas
En las cuatro temporadas, los animadores, tanto el propio Sergio Lagos como Maura Rivera, Andrea Dellacasa y Gianella Marengo son los encargados de entregarles la noticia a los concursantes que han sido seleccionados para la final del día. Serán avisados visitándolos a sus casas, a sus trabajos o por contacto telefónico.

### Preparación
Una vez avisados personalmente, los participantes realizar un proceso taller para así perfeccionar y preparar su presentación en la siguiente etapa. Los profesores son Álvaro Véliz, en la voz, Claudia Miranda, en la puesta en escena, y Carla Gasic, en asesoría de imagen.

### Final del día
En la segunda etapa, los seleccionados se vuelven a presentar en el escenario, esta vez con público. Ahí deben interpretar una nueva canción de su artista. Al finalizar las interpretaciones, el jurado se reúne, brevemente, para elegir a los dos adultos y al niño seleccionados para la siguiente etapa del programa, la semifinal.

### Repechaje
Al finalizar las ocho audiciones, los participantes que se presentaron en la final del día, pero que no fueron seleccionados para pasar directamente a la semifinal tienen una nueva oportunidad. Durante este episodio, los participantes deben realizar una nueva presentación. Sin embargo, esta vez, los televidentes eligen a los seleccionados, por lo tanto las presentaciones son emitidas en vivo. Durante la primera temporada, se realizó una sola noche de repechaje, donde solamente los adultos participaron. En cambio, durante la segunda temporada y la cuarta temporada se realizaron dos noches de repechaje, divididas en dos grupos de doce participantes, además esta vez los sub-17 participan.

### Semifinal
Se realizan dos etapas de semifinal, las cuales se transmiten en vivo. En esta etapa, los participantes deberán pasar previamente por la preparación de taller, para perfeccionar aún más su presentación en la semifinal. En esta instancia, el público por votación telefónica decide quienes son los que pasan directamente a la final. La puesta en escena es más compleja que en las audiciones, pues involucraban bailarines que acompañaban al artista. Cada semifinal está dividida en dos grupos de catorce integrantes.

### Final
En la primera temporada, se realizaron dos etapas de final, las cuales se transmitieron en vivo. En la primera etapa participan ocho adultos y el público selecciona, vía mensaje de texto, a los cuatro concursantes que participarán en la gran final. En la siguiente etapa, participan los cuatro adultos ya seleccionados y cuatro niños. Finalmente, realizan una nueva presentación y el público escoge a los ganadores de cada categoría. Desde la segunda temporada hasta la quinta temporada, se realizó una sola etapa de final con ocho adultos y cuatro niños, el público escoge a los ganadores de cada categoría.

## Temporadas
| Temporada | Inicio                   | Final                    | Resultados                      | Resultados                          | Resultados                        | Resultados                        | Presentadores                              | Jueces               | Jueces            | Jueces             |
| --------- | ------------------------ | ------------------------ | ------------------------------- | ----------------------------------- | --------------------------------- | --------------------------------- | ------------------------------------------ | -------------------- | ----------------- | ------------------ |
| Temporada | Inicio                   | Final                    | Primer lugar                    | Segundo lugar                       | Tercer lugar                      | Cuarto lugar                      | Presentadores                              | Jueces               | Jueces            | Jueces             |
| 1         | 6 de marzo de 2011       | 23 de mayo de 2011       | Categoría Adultos               | Categoría Adultos                   | Categoría Adultos                 | Categoría Adultos                 | Sergio Lagos Maura Rivera Andrea Dellacasa | José Alfredo Fuentes | Nicole            | Gustavo Sánchez    |
| 1         | 6 de marzo de 2011       | 23 de mayo de 2011       | Marcelo Bahamondes Camilo Sesto | Francia Valdés Amy Winehouse        | Jorge Villagrán Vicente Fernández | Carolina Marina Alicia Keys       | Sergio Lagos Maura Rivera Andrea Dellacasa | José Alfredo Fuentes | Nicole            | Gustavo Sánchez    |
| 1         | 6 de marzo de 2011       | 23 de mayo de 2011       | Categoría Sub-17                |                                     |                                   |                                   | Sergio Lagos Maura Rivera Andrea Dellacasa | José Alfredo Fuentes | Nicole            | Gustavo Sánchez    |
| 1         | 6 de marzo de 2011       | 23 de mayo de 2011       | Joshua Arriagada Jesús Navarro  | Juan Ángel Mallorca Pedro Fernández | Jorgi Morales Américo             | Ayman Poveda Michael Jackson      | Sergio Lagos Maura Rivera Andrea Dellacasa | José Alfredo Fuentes | Nicole            | Gustavo Sánchez    |
| 2         | 6 de octubre de 2011     | 29 de diciembre de 2011  | Categoría Adultos               | Categoría Adultos                   | Categoría Adultos                 | Categoría Adultos                 | Sergio Lagos Andrea Dellacasa              | José Alfredo Fuentes | Nicole            | Gustavo Sánchez    |
| 2         | 6 de octubre de 2011     | 29 de diciembre de 2011  | Javier Díaz Eddie Vedder        | Marcelo Mellado Luis Miguel         | Andrés Serrano Elvis Presley      | Grupo Pullay Illapu               | Sergio Lagos Andrea Dellacasa              | José Alfredo Fuentes | Nicole            | Gustavo Sánchez    |
| 2         | 6 de octubre de 2011     | 29 de diciembre de 2011  | Categoría Sub-17                |                                     |                                   |                                   | Sergio Lagos Andrea Dellacasa              | José Alfredo Fuentes | Nicole            | Gustavo Sánchez    |
| 2         | 6 de octubre de 2011     | 29 de diciembre de 2011  | Felipe Muñoz Ray Charles        | Dariel Nova Beyoncé                 | Boris Saavedra Luis Fonsi         | Franco Evaristi Ricardo Arjona    | Sergio Lagos Andrea Dellacasa              | José Alfredo Fuentes | Nicole            | Gustavo Sánchez    |
| 3 (VIP)   | 28 de junio de 2012      | 13 de septiembre de 2012 | Sebastián Longhi Miguel Bosé    | Alejandra Valle Amy Winehouse       | Ignacio Kliché Elvis Presley      | Antonio de Marco Juan Gabriel     | Sergio Lagos Andrea Dellacasa              | José Alfredo Fuentes | Nicole            | Gustavo Sánchez    |
| 4         | 7 de noviembre de 2013   | 30 de enero de 2014      | Categoría Adultos               | Categoría Adultos                   | Categoría Adultos                 | Categoría Adultos                 | Sergio Lagos Gianella Marengo              | José Alfredo Fuentes | Nicole            | Leo Caprile        |
| 4         | 7 de noviembre de 2013   | 30 de enero de 2014      | Cristóbal Montecinos José José  | Eduardo Órdenes Amy Winehouse       | Miguel Ángel Chandía Sandro       | Daniel Salas Pablo Alborán        | Sergio Lagos Gianella Marengo              | José Alfredo Fuentes | Nicole            | Leo Caprile        |
| 4         | 7 de noviembre de 2013   | 30 de enero de 2014      | Categoría Sub-17                |                                     |                                   |                                   | Sergio Lagos Gianella Marengo              | José Alfredo Fuentes | Nicole            | Leo Caprile        |
| 4         | 7 de noviembre de 2013   | 30 de enero de 2014      | Ariela Zubieta Adele            | Bruno Chelsi Bruno Mars             | Our Moment One Direction          | Paula Vásquez Michael Jackson     | Sergio Lagos Gianella Marengo              | José Alfredo Fuentes | Nicole            | Leo Caprile        |
| 5         | 27 de julio de 2014      | 23 de octubre de 2014    | Categoría Adultos               | Categoría Adultos                   | Categoría Adultos                 | Categoría Adultos                 | Sergio Lagos Daniela Castillo              | José Alfredo Fuentes | Nicole            | Leo Caprile        |
| 5         | 27 de julio de 2014      | 23 de octubre de 2014    | Cristóbal Montecinos José José  | Cristóbal Osorio Raphael            | Marcelo Bahamondes Camilo Sesto   | Javier Díaz Eddie Vedder          | Sergio Lagos Daniela Castillo              | José Alfredo Fuentes | Nicole            | Leo Caprile        |
| 5         | 27 de julio de 2014      | 23 de octubre de 2014    | Categoría Sub-17                |                                     |                                   |                                   | Sergio Lagos Daniela Castillo              | José Alfredo Fuentes | Nicole            | Leo Caprile        |
| 5         | 27 de julio de 2014      | 23 de octubre de 2014    | Boris Saavedra Luis Fonsi       | Ashley Riveros Isabel Pantoja       | Bruno Chelsi Bruno Mars           | Natalia Manríquez Cecilia Pantoja | Sergio Lagos Daniela Castillo              | José Alfredo Fuentes | Nicole            | Leo Caprile        |
|           |                          |                          |                                 |                                     |                                   |                                   |                                            |                      |                   |                    |
| 6         | 29 de septiembre de 2024 | 13 de marzo de 2025      | Brahiron Chávez Luis Miguel     | Danilo Olmos Robert Plant           | Christian Tolozza David Bowie     | Ignacio Jerez Raphael             | Jean Philippe Cretton Carla Jara           | Luis Jara            | Amaya Forch       | Gonzalo Valenzuela |
| 7         | 15 de junio de 2025      |                          |                                 |                                     |                                   |                                   | Jean Philippe Cretton Carla Jara           | Luis Jara            | María Luisa Godoy | Gonzalo Valenzuela |